# Gersoppa
|  | Per a altres significats, vegeu «Cascades de Gersoppa». |

Gersoppa és una petita vila del districte de North Kanara a Karnataka, Índia a la riba esquerra del riu Sharavati, i prop de les cascades del seu nom (Cascades de Gersoppa). A poca distància (3 km) hi ha les ruïnes de Nagarbastikere o Nagar Bastikere, capital dels sobirans jainistes salves (dinastia Salva) de Gersoppa (1409-1610), que hauria tingut 100.000 cases i 84 temples, sent especialment interessant el temple jainista; altres temples en ruïnes es troben a la vora destacant els de Varddhaman o Mahaviraswami amb una imatge de Mahavira, el 24è i darrer jain tirthankar.

## Regne de Gersoppa
El salves jainistes van pujar al poder amb el suport dels reis de Vijayanagar; anomenaven al país com Haive (Haiva) o Tuluva, i a la ciutat Gersoppa però abans es deia Nagar Bastikeri, o simplement Ngaire. El primer que apareix fou Itchappa Wodearu Pritani que va fer donació del temple de Gunvanti prop de Manki el 1409, sota ordes de Pratap Dev Rai Trilochia de la família d'Harihar. La seva neta es va fer independent de fet de Vijayanagar. El rei Krishnadevaraya de Vijayanagar (1509-1529) era de la nissaga de Tuluva i el seu predecessor era d'ascendència salva, segurament de la dinastia que governava Tuluva-Haive Nadu (país) a la costa oest entre Kerala i Malenad.
Chenna Bhairadevi fou reina de Gersoppa (1552-1606) de la dinastia de Tuluva-Salva. La va succeir un noble que segons el costum era fill de la germana o "aliyasantana" segons el costum a Kerala i Tuluva. Altres dues reines van governar a Gersoppa i Haduvalli (un altre principat jainista prop d'Honavar): Bhairadevi i Padmaladevi, però Chenna Bhairadevi fou la reina més important. Les inscripcions l'esmenten com reina d'Haiva, Tuluva i Konkan és a dir el nord i sud de Kanara i el sud de Goa i la costa Malabar. Els portuguesos l'anomenaven Raina da Pimenta. També és esmentada com a reina de Bhaktal. Encara que des de 1565 l'imperi de Vijayanagar estava en decadència, la reina es considerava subordinada (mahamandaleshwara) dels seus reis. Va enfrontar al rei de Keladi o Bednur i al principat menor de Bilgi (un principat veí) i contra els portuguesos es va aliar al sultà de Bijapur i encara que l'ajut d'aquest va arribar tard, la reina va poder rebutjar als portuguesos. Encara que era jainista va fer donacions als temples shaives, vaixnavites i shaktis a diversos llocs. Finalment el rei de Keladi o Bednur i el príncep de Bilgi van formar una aliança reforçada amb un enllaç matrimonial i van derrotar a la reina. Gersoppa fou annexionada a Keladi. La reina fou feta presonera i va morir a Keladi a una presó suposadament el 1608.
El 1623 el viatger italià Delia Valle va descriure Gersoppa la qual ja estava parcialment en ruïnes.